# Abomsa
Abomsa är en ort i Etiopien.   Den ligger i regionen Amhara, i den centrala delen av landet, 170 km nordost om huvudstaden Addis Abeba. Abomsa ligger 1 300 meter över havet och antalet invånare är 15 258.
Terrängen runt Abomsa är kuperad åt nordväst, men åt sydost är den platt. Runt Abomsa är det ganska tätbefolkat, med 172 invånare per kvadratkilometer. Det finns inga andra samhällen i närheten. Omgivningarna runt Abomsa är en mosaik av jordbruksmark och naturlig växtlighet.